# Mennonieten in Paraguay

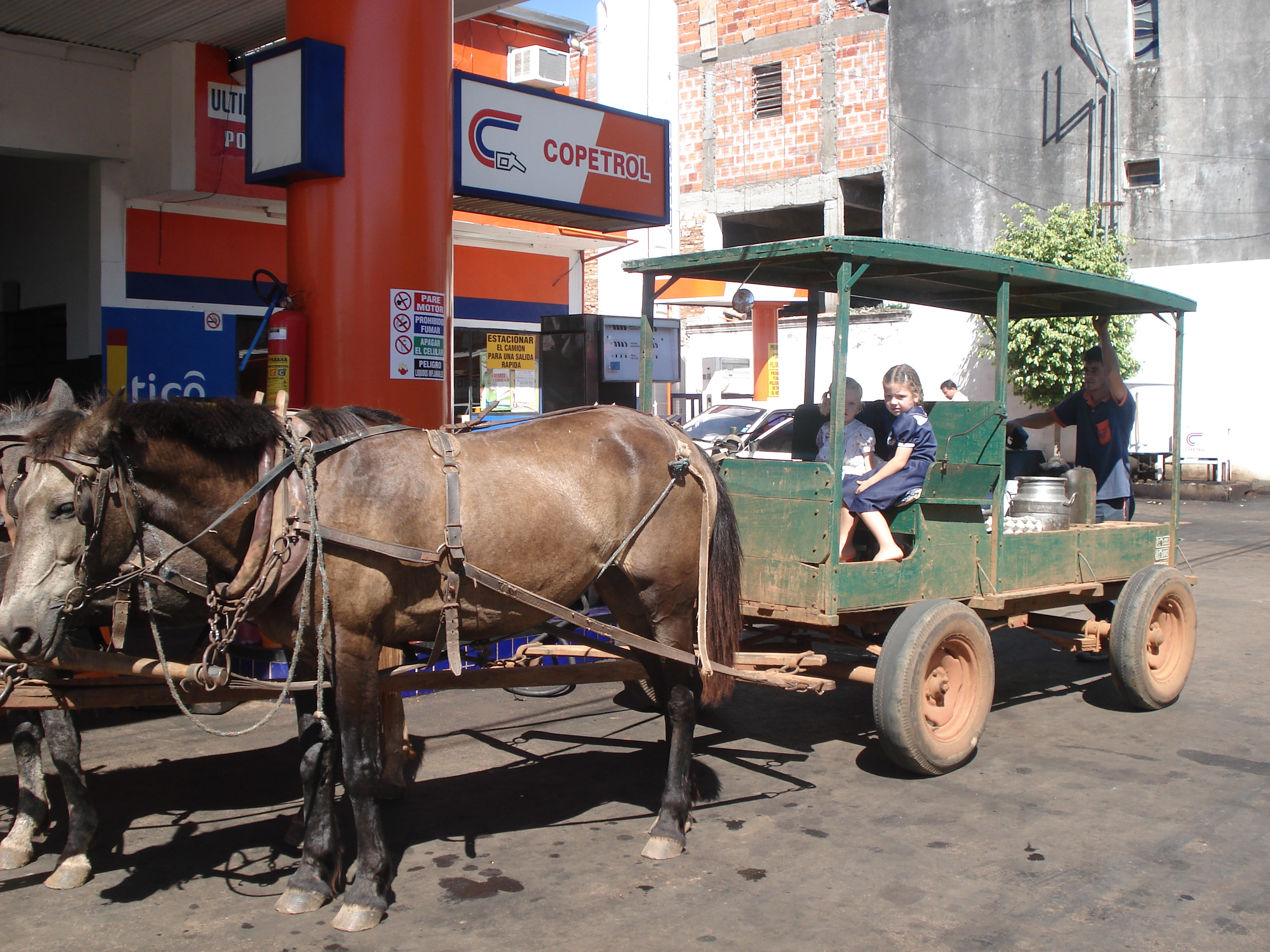
Mennonietenkinderen in Paraguay

In Paraguay leeft een grote groep mennonieten. Een groot deel daarvan leeft in het departement Boquerón in de dorre regio Chaco. De groep bestaat uit circa 40.000 personen, waarvan er ruim 30.000 behoren tot de traditionele mennonieten. De taal van de meesten van deze mennonieten is het Plautdietsch.
De mennonitische gemeenschap staat bekend om haar strenge geloofsregels. De gezinnen zijn groot, trouwen buiten de eigen gemeenschap wordt niet geaccepteerd, hoewel de regels de laatste jaren minder streng worden toegepast dan voorheen. Zo dragen vrouwen over het algemeen geen broeken, hebben lang haar en dragen na hun huwelijk hoofdbedekking in de vorm van een hoed. In enkele nederzettingen (Luz y Esperanza, Agua Azul, Rio Verde) zijn zelfs radio, televisie en auto's taboe.
In het westen van het land zijn verschillende koloniën opgericht, die alle drie hun eigen regels hebben. De eerste is Menno, gecentreerd rond het stadje Loma Plata. Het werd in 1927 opgericht door vluchtelingen uit de Canadese prairies. Het is de oudste en meest traditionele van de drie. Een aantal jaren later stichtten emigranten uit de voormalige Sovjet-Unie de kolonie Fernheim, met als 'hoofdplaats' Filadelfia. Oekraïens-Duitse mennonieten ten slotte richtten in 1947 de Kolonie Neuland op, met als grootste nederzetting Neu-Halbstadt. De Rusland-Duitsers komen oorspronkelijk uit Noord-Nederland en Noord-Duitsland.  Namen als Friesen, Hildebrandt, Dirksen en Martens kom je regelmatig tegen. De Paraguayaanse regering verkocht land aan hen en gaf hun het zogenaamde Privilegium. Dit betekent dat ze vrijstelling hebben van de militaire dienstplicht. Ze mogen hun eigen scholen, met als basistaal Duits, oprichten. Bovendien krijgen ze de mogelijkheid hun eigen wetten en economische organisatie erop na te houden en zijn ze als individu vrijgesteld van belasting. Die wordt betaald door de coöperatie, waarvan alle mennonieten uit een bepaalde kolonie lid zijn. Andere kolonies zijn onder meer Friesland, Volendam, Luz y Esperanza, Agua Azul en Rio Verde. Een bekende auteur, afkomstig uit deze groepering is Peter Klassen.
Ondanks grootschalige emigratie naar landen als Duitsland en Canada groeit de mennonietenbevolking nog steeds als gevolg van het hoge geboortecijfer.

## Vergelijkbare groeperingen
- Mennonieten in Argentinië
- Mennonieten in Belize
- Mennonieten in Bolivia
- Mennonieten in Mexico
- Mennonieten in Uruguay
- Hutterieten
- Rusland-Duitse Baptisten
- Old Order Amish
- Old German Baptist Brethren
- Old Order Mennonieten